# شينغو (شعب)
شعب الشينغو (Xingu Indians) وهم شعوب أصلية في البرازيل تعيش بالقرب من نهر شينغو. لديهم العديد من أوجه التشابه الثقافي على الرغم من اختلاف الأعراق. يمثل شعب شينغو خمسة عشر قبيلة وجميع المجموعات اللغوية الأصلية في البرازيل ، لكنهم يشاطرون أنظمة المعتقدات والطقوس والاحتفالات المماثلة.

## تاريخ ما قبل العصر الكولومبي
كانت منطقة شينغو العليا مكتظة بالسكان قبل الاتصال الأوروبي والأفريقي. المستوطنات المكتظة بالسكان تطورت من 1200 إلى 1600 م. ربطت الطرق والجسور القديمة المجتمعات التي كانت محاطة غالبًا بالخنادق. كانت القرى مُخططة مسبقًا وظهرت عليها ساحات دائرية. اكتشف علماء الآثار 19 قرية حتى الآن.

## تاريخ ما بعد الاتصال
يقول التاريخ الشفوي لكويكورو إن تجار الرقيق البرتغاليين وصلوا إلى منطقة شينغو حوالي عام 1750. يقدر عدد سكان شينوغوانو بعشرات الآلاف ولكن انخفض بشكل كبير بسبب الأمراض والعبودية من قبل البرتغاليين. في القرون التي تلت تغلغل الأوروبيين في أمريكا الجنوبية، هرب الشينغو من مناطق مختلفة لتجنب انتشار الأمراض المميتة والاستعباد من قبل البرتغاليين. بحلول نهاية القرن التاسع عشر، عاش حوالي 3,000 من السكان الأصليين في ألتو شينغو، حيث أبقاهم وضعهم السياسي الحالي محميين ضد المتسللين الأجانب. وبحلول منتصف القرن العشرين، انخفض هذا العدد بسبب الأمراض الوبائية الأجنبية مثل الإنفلونزا والحصبة والجدري والملاريا إلى أقل من 1,000. فقط ما يقدر بنحو 500 من شعوب شينغو كانوا على قيد الحياة في الخمسينيات.
زار الأخوان فيلاس بوا البرازيليان المنطقة ابتداءً من عام 1946، ودفعوا من أجل إنشاء حديقة شينغو للسكان الأصليين Parque Indígena do Xingu، الذي تأسس في النهاية في عام 1961. تم سرد قصتهم في فيلم، شينغو . ارتفع عدد الشينغو الذين يعيشون هناك في 32 مستوطنة مرة أخرى إلى أكثر من 3000 نسمة، نصفهم أقل من 15 عامًا.
يتمتع شينغو الذين يعيشون في هذه المنطقة بعادات وأنظمة اجتماعية متشابهة، على الرغم من اختلاف اللغات. وهي تتألف على وجه التحديد من الشعوب التالية: أويتي وكالابالو وكامايورا وكايابو وكويكورو وماتيبو وميهيناكو وناهوكوا وسويا وتروماي وواجا وياوالابيتي.

## روابط خارجية
- هنود شينغو: التجانس الثقافي في غابات الأمازون المطيرة
- تقرير عن شعوب شينغو والأرض
- دراسة حالة شينغو the Rainforest Action Network
- شنغو , حول الشعوب الأصلية في البرازيل

- هنود شينغو: التجانس الثقافي في غابات الأمازون المطيرة
- تقرير عن شعوب شينغو والأرض
- دراسة حالة شينغو ، شبكة عمل الغابات المطيرة
- شينغو ، على بوفوس الأصلية لا البرازيل